# Onthophagus phetchabunensis
Onthophagus phetchabunensis là một loài bọ cánh cứng trong họ Bọ hung (Scarabaeidae).